# Каталој (Тулћа)
Каталој (рум. Cataloi) насеље је у Румунији у округу Тулћа у општини Фрекацеј. Oпштина се налази на надморској висини од 31 m.

## Становништво
Према подацима из 2002. године у насељу је живело 1274 становника, од којих су сви румунске националности.